# چالک مونتاین (تگزاس)
چالک مونتاین (به انگلیسی: Chalk Mountain) یک منطقهٔ مسکونی در ایالات متحده آمریکا است که در شهرستان ایراث، تگزاس واقع شده‌است. چالک مونتاین ۳۶۶٫۹۸ متر بالاتر از سطح دریا واقع شده‌است.